# Rayagiri
Rayagiri (o Royagiri) è una suddivisione dell'India, classificata come town panchayat, di 10.509 abitanti, situata nel distretto di Tirunelveli, nello stato federato del Tamil Nadu. In base al numero di abitanti la città rientra nella classe IV (da 10.000 a 19.999 persone).

## Geografia fisica
La città è situata a 09° 18' 26 N e 77° 26' 27 E.

## Società

### Evoluzione demografica
Al censimento del 2001 la popolazione di Rayagiri assommava a 10.509 persone, delle quali 5.156 maschi e 5.353 femmine. I bambini di età inferiore o uguale ai sei anni assommavano a 1.194, dei quali 587 maschi e 607 femmine. Infine, coloro che erano in grado di saper almeno leggere e scrivere erano 6.383, dei quali 3.695 maschi e 2.688 femmine.